# Хајду-Бихар (жупанија)
Хајду-Бихар (жупанија), (мађ. Hajdú-Bihar megye) је једна од жупанија региона великих равница и северне мађарске у Мађарској, налази се у источном делу Мађарске и средишњем делу Регије велике северне равнице.
Жупанију Хајду-Бихар своје границе дели са Румунијом и мађарским жупанијама Саболч-Сатмар-Берег, Боршод-Абауј-Земплен, Јас-Нађкун-Солнок и Бекеш. Површина жупаније је 6.210,56 km² а седиште жупаније је град Дебрецен.

## Географија
Територија жупаније географски је подељена у неколико целина, које она истовремено дели са околним жупанијама. Североисточни пешчани обронци Њиршега (Nyírség), се простиру преко граница жупаније а западни део, Хортобађшка пуста (Hortobágy Puszta), равница заузима остатак дела жупаније.
Хајду-Бихар жупанија се налази у источном делу Мађарске. Велики део жупанијске територије је раван и део је равница Панонске низије. Највиша тачка жупаније износи 170.5 m и налази се на северу жупаније, а најнижа тачка износи 85 m и налази се на јужном делу жупаније.
Кроз жупанију протичу две веће реке, Тиса и Кереш, а ту је и једна мања Берећо. Хортобађшка регија је створена од реке Тисе, услед догогодишњих поплава, пре него што је корито Тисе доведено у контролу. После изградње брана и насипа око Тисе подручје Хортобађа је постало сувље.

## Историја
Хајду-Бихар жупанија је формирана после Другог светског рата, а своје данашње границе је добила 1950. године. Жупанија је настала од историјских вармеђа Хајду и Бихар и потпуно самосталног дела Дебрецена. Свако од од ове три целине има своју самосталну историју.

### Котари у жупанији Хајду-Бихар
У Хајду-Бихар жупанији постоји 9 котара.
Котари у жупанији Хајду-Бихар са основним статистичким подацима:
| Име котара           | Седиште       | Површина (km²) | Број становника (1. јануар 2007) | Број насеља |
| -------------------- | ------------- | -------------- | -------------------------------- | ----------- |
| Балмазујварошки      | Балмазујварош | 731,22         | 29.551                           | 4           |
| Беретћоујфалушки     | Беретћоујфалу | 1225,53        | 52.672                           | 29          |
| Дебрецински          | Дебрецин      | 498,58         | 208.061                          | 2           |
| Деречке-Летавертешки | Летавертеш    | 542,89         | 35.974                           | 10          |
| Хајдубесермењски     | Хајдубесермењ | 731,05         | 59.096                           | 3           |
| Хајдухадхашки        | Хајдухадхаз   | 635,75         | 60.932                           | 11          |
| Хајдусобослочки      | Хајдусобосло  | 506,74         | 33.681                           | 4           |
| Полгарски            | Полгар        | 383,87         | 14.463                           | 6           |
| Пишпекладањски       | Пишпекладањ   | 954,94         | 51.211                           | 13          |

### Градови са статусом носиоца општине
(Ред списка је направљен по опадајућем низу броја становника датог места, попис је из 2001. године, курзивним текстом су написана оригинална имена на мађарском језику), а у заградама је број становника.
- Хајдубесермењ Berekböszörmény;
- Надудвар ;
- Тисачеге ;
- Хајдусобосло ;
- Полгар ;
- Фелдеш ;
- Балмазујварош ;
- Њирадоњ ;
- Бихаркерестеш ;
- Хајдунанаш ;
- Летавертеш ;
- Њирабрањ ;
- Беретћоујфалу ;
- Каба ;
- Шаретудвари ;
- Пишпекладањ ;
- Теглаш Téglás; Почај ;
- Хајдухадхаз ;
- Комади ;
- Багамер ;
- Хајдушамшон ;
- Еђек ;
- Чекме ;
- Хајдудорог ;
- Хошсупаљи ;
- Деречке ;
- Вамошперч Vámospércs;
- Нађрабе ;
- Почај ;
- Жака ;

 означене општине су „велика“ села.

### Села
| - Алмошд ; - Атанд ; - Баконсег ; - Баранд ; - Беде ; - Берекбесермењ ; - Бихарданчхаза ; - Бихарнађбајом ; - Бихарторда ; - Бочкаикерт ; - Бојт ; - Ванчод ; - Векерд ; - Габорјан ; - Гербехаза ; - Дарваш ; - Ебеш ; - Естар ; | - Кишмарја ; - Кокад ; - Коњар ; - Керешсакал ; - Керешсегапати ; - Мађархоморог ; - Мезепетерд ; - Мезешаш ; - Микеперч ; - Моношторпаљи ; - Нађкереки ; - Њирачад ; - Њирмартонфалва ; - Сентпетерсег ; - Сереп ; | - Тететлен ; - Тепе ; - Тисађулахаза ; - Толд ; - Ујираз ; - Ујлета ; - Ујсентмаргита ; - Ујтикош ; - Фољаш ; - Фурта ; - Филеп ; - Хајдубагош ; - Хајдусоват ; - Хенцида ; - Хортобађ ; - Шаранд ; - Шап ; |